# Dizionario Internet
Dizionario Internet (Cosa bisogna sapere per navigare nel più travolgente fenomeno di fine millennio) è un libro di Marco D'Auria pubblicato nel 1996 da Editori Riuniti.

## Storia editoriale
Il libro è stato pubblicato il 1º gennaio del 1996 per la collana "Universale economica" dell'editore Editori Riuniti in formato tascabile (centoquarantaquattro pagine), ed è stato ristampato il 1º maggio dello stesso anno.

## Contenuto
Il libro, scritto nello stile del dizionario, cerca di rendere familiari anche ai neofiti alcuni termini tecnici, varie definizioni, sigle complicate, parole incomprensibili ai non addetti ai lavori che si aggirano nel mondo di Internet, spiegando il significato delle sigle
e dei modi di dire più strani utilizzati in Internet. Inoltre sono incluse varie definizioni di termini informatici, quali baco, ascii, compressione, operatore booleano, smanettone, e così via che rendono completa l'introduzione al mondo dei computer.

### Introduzione
Il libro è stato scritto nel 1996 e l'autore nella introduzione spiega perché è utile e necessario collegarsi in Internet. D'Auria menziona le previsioni dello scrittore Bruce Sterling sulla diffusione futura della "alfabetizzazione di Rete".
L'autore elenca i vantaggi offerti dalla Rete: la posta elettronica, rapida economica, semplice da usare; lo scambio di file, la lettura di giornali, di libri, di documenti; i dibattiti ed i gruppi di discussione; i giochi; il laboratorio politico del futuro, il telelavoro, le nuove professioni, i nuovi modelli di sperimentazione politica, il dibattito "orizzontale" da cittadino a cittadino.
Dopodiché l'autore descrive come collegarsi ad Internet, gli strumenti e le risorse necessari come il computer, il modem, la linea telefonica, il provider. Infine D'Auria approfondisce le tematiche relative ai costi, di come scegliere il provider, di come selezionare le informazioni e dell'importanza della conoscenza della lingua inglese.

### Dizionario Internet
Il "Dizionario Internet" è un elenco di voci ordinate alfabeticamente che incomincia dall'acronimo Aamof e termina con l'espressione gergale Zundapp. Per ogni voce è presente una spiegazione divulgativa.

### Appendici
Nelle appendici il capitolo "Dentro Internet senza perdere la testa" è una guida dei libri che trattano della Rete, come quello di Andrea Aparo intitolato "Il libro delle reti"  e quello di Paolo Attivissimo intitolato "Internet per tutti". L'elenco è impreziosito da una descrizione del contenuto dei libri annoverati.
Nel capitolo "Navigando nel giallo" l'autore si domanda a chi faccia comodo demonizzare Internet. Inoltre spiega chi sono gli hacker, approfondisce i temi della autoregolamentazione, quello della privacy, del controllo di ciò che viene diffuso in Rete, della battaglia tra le aziende di telecomunicazione, il governo e la comunità virtuale, delle organizzazioni che difendono i diritti degli utenti.
Gli altri capitoli delle appendici trattano un elenco delle Reti amatoriali ed una lista di siti utili per incominciare a navigare.

## Edizioni
- Marco D'Auria, Dizionario Internet, Editori Riuniti, 1996.